# 波克羅夫斯凱 (科留基夫卡區)
51°31′23″N 32°20′37″E / 51.52306°N 32.34361°E
波克羅夫斯凱（烏克蘭語：Покровське）是位於烏克蘭北部的村莊，由切爾尼戈夫州科留基夫卡區的梅納市鎮負責管轄。該村始建於1654年，面積4.13平方公里，海拔高度126米，2001年人口1,142，人口密度每平方公里276.5人。